# Zespół dysplazji nerkowo-wątrobowo-trzustkowej

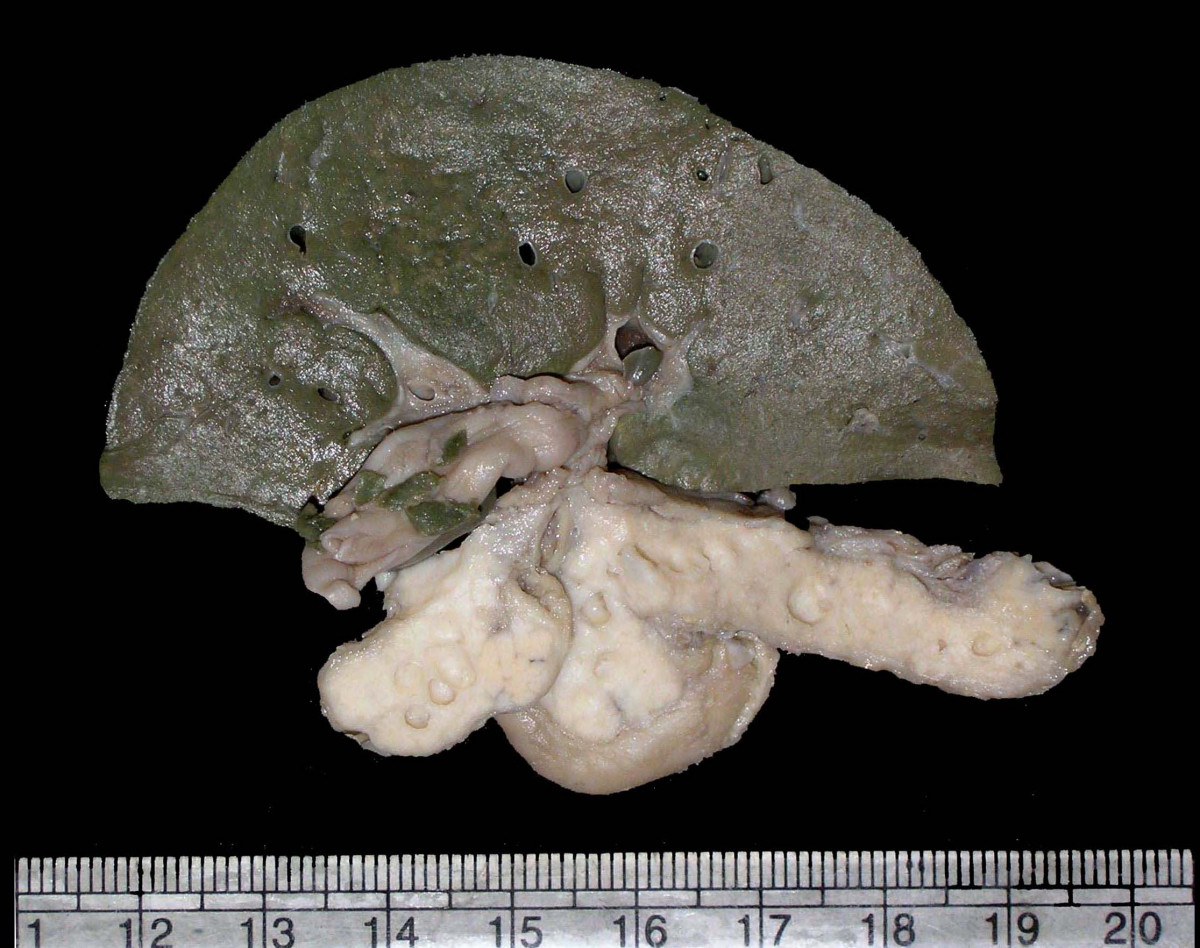
Preparat sekcyjny wątrobotrzustki u martwo urodzonego noworodka, uwidaczniający mnogie torbiele trzustki

Zespół dysplazji nerkowo-wątrobowo-trzustkowej (zespół Ivemarka, ang. renal-hepatic-pancreatic dysplasia syndrome, Ivemark's syndrome) – rzadki zespół wad wrodzonych, charakteryzujący się triadą objawów: zwłóknieniem trzustki, dysplazją nerek i dysgenezją wątroby. Opisany został w 1959 roku przez szwedzkiego patologa Biörna I. Ivemarka i wsp. jako rodzinna dysplazja nerek, wątroby i trzustki. Ten zespół wad jest niemal zawsze letalny, a zgony mają miejsce jeszcze w okresie noworodkowym.